# Corel Photo Paint
Corel Photo Paint è un software di fotoritocco nato nel 1989.
È prodotto dalla canadese Corel Corporation ed è parte della suite grafica Corel.
Nel corso del suo sviluppo ha mantenuto più o meno invariate le caratteristiche basilari presenti già nelle prime edizioni; in particolare per quanto riguarda l'interfaccia, intuitiva e senza finestre di dialogo.

## Versione trial
È disponibile una versione trial valida 30 giorni. Trascorso tale periodo di prova è possibile continuare ad usare il software solo dopo averlo acquistato.